# Nenad Ninčević
Nenad Ninčević (Split, 11. svibnja 1961.) je hrvatski skladatelj, tekstopisac, svirač, aranžer. Poznat je kao tekstopisac popularne glazbe. Autor je preko dvije tisuće pjesama. Napisao je mjuzikl Naša bila štorija. 
Član je izvorne postave splitskog sastava Tutti Frutti Banda, u kojem je svirao ritam gitaru. 1990-ih je bio direktor Splitskog festivala.
Pisao je i skladao pjesme za poznate hrvatske izvođače kao što su Oliver Dragojević, Mišo Kovač, Vinko Coce, Zdravko Škender, Jasmin Stavros, Zorica Kondža, Mladen Grdović, Meri Cetinić, Tony Cetinski, Goran Karan, Giuliano, Jasna Zlokić, Zlatko Pejaković, Mate Bulić, Đani Stipaničev, Marko Perković i sastave kao Tutti Frutti Band, Magazin, Feminnem i dr. Od inozemnih izvođača, pisao je za Tošu Proeskog (duet s Cetinskim).
Pjesme su mu izvođene na Splitskom festivalu, festivalu Od srca srcu, Zadarfestu, Dori, Hrvatskom radijskom festivalu, Etnofestu u Neumu, Brodfestu, Zlatnim žicama Slavonije i dr. 
Skladao je glazbu i napisao stihove za navijačku pjesmu posvećenu Hajduku Na gol, na gol.
Uglazbio je hrvatsku koračnicu Mi smo hrvatski mornari.
Croatia Records je objavila izdanje Gold collection s Ninčevićevim pjesmama.
Pjesme su mu bile nominirane za nagradu Porin.

## Vanjske poveznice
- Diskografija.com Nenad Ninčević
- ZAMP[neaktivna poveznica]
- Najmlađi djed na estradi, razgovarala Marijana Marinović, Gloria, 26. lipnja 2009.